# Höllberg
Höllberg este o arie protejată (arie specială de conservare — SAC, sit de importanță comunitară — SCI) din Germania întinsă pe o suprafață de 66,89 ha, integral pe uscat.

## Localizare
Centrul sitului Höllberg este situat la coordonatele 49°21′59″N 11°28′40″E / 49.3664°N 11.4778°E.

## Înființare
Situl Höllberg a fost declarat sit de importanță comunitară în noiembrie 2004 pentru a proteja 1 specie de animale. Situl a fost protejat și ca arie specială de conservare în aprilie 2016.

## Biodiversitate
Situată în ecoregiunea continentală, aria protejată conține 2 habitate naturale: Izvoare petrifiante cu formare de travertin (Cratoneurion), Păduri de fag Asperulo-Fagetum.
La baza desemnării sitului se află o specie protejată de  amfibieni: izvoraș-cu-burta-galbenă (Bombina variegata).